# Marlon Freitas
Marlon Rodrigues de Freitas, meglio noto come Marlon Freitas (Magé, 27 marzo 1995), è un calciatore brasiliano, centrocampista del Botafogo.

## Carriera
Cresciuto nel settore giovanile della Fluminense, nel 2015 viene ceduto in prestito ai Fort Lauderdale Strikers, con cui colleziona 31 presenze con otto reti segnate. Nel 2017 passa, sempre in prestito, al Šamorín, club slovacco gemellato con il Fluzão.

## Statistiche

### Presenze e reti nei club
Statistiche aggiornate al 27 maggio 2025.
| Stagione               | Squadra                 | Campionato             | Campionato | Campionato | Coppe nazionali | Coppe nazionali | Coppe nazionali | Coppe continentali | Coppe continentali | Coppe continentali | Altre coppe | Altre coppe | Altre coppe | Totale | Totale |
| Stagione               | Squadra                 | Comp                   | Pres       | Reti       | Comp            | Pres            | Reti            | Comp               | Pres               | Reti               | Comp        | Pres        | Reti        | Pres   | Reti   |
| ---------------------- | ----------------------- | ---------------------- | ---------- | ---------- | --------------- | --------------- | --------------- | ------------------ | ------------------ | ------------------ | ----------- | ----------- | ----------- | ------ | ------ |
| 2015                   | Ft. Lauderdale Strikers | NASL                   | 28+1       | 7          | USOC            | -               | -               | -                  | -                  | -                  | -           | -           | -           | 29     | 7      |
| 2016                   | Fluminense              | A1/RJ+A                | 0+0        | 0          | CB              | 0               | 0               | -                  | -                  | -                  | PL          | 0           | 0           | 0      | 0      |
| gen.-giu. 2017         | Šamorín                 | 1L                     | 4+12       | 0+3        | CS              | 0               | 0               | -                  | -                  | -                  | -           | -           | -           | 16     | 3      |
| giu.-dic. 2017         | Fluminense              | A1/RJ+A                | 0+16       | 0          | CB              | 0               | 0               | CS                 | 3                  | 1                  | PL          | 1           | 0           | 20     | 1      |
| gen.-mag. 2018         | Fluminense              | A1/RJ+A                | 4+0        | 1+0        | CB              | 3               | 0               | CS                 | 0                  | 0                  | -           | -           | -           | 7      | 1      |
| Totale Fluminense      | Totale Fluminense       | Totale Fluminense      | 4+16       | 1+0        |                 | 3               | 0               |                    | 3                  | 1                  |             | 1           | 0           | 27     | 2      |
| giu.-dic. 2018         | Criciúma                | B                      | 24         | 1          | CB              | 0               | 0               | -                  | -                  | -                  | -           | -           | -           | 24     | 1      |
| 2019                   | Botafogo-SP             | A1/SP+B                | 9+37       | 0+3        | CB              | 0               | 0               | -                  | -                  | -                  | -           | -           | -           | 46     | 3      |
| 2020                   | Atl. Goianiense         | PD/GO+A                | 13+31      | 1+0        | CB              | 6               | 1               | -                  | -                  | -                  | CV          | -           | -           | 50     | 2      |
| 2021                   | Atl. Goianiense         | PD/GO+A                | 7+26       | 0+3        | CB              | 4               | 0               | CS                 | 6                  | 0                  | -           | -           | -           | 43     | 3      |
| 2022                   | Atl. Goianiense         | PD/GO+A                | 15+36      | 4+4        | CB              | 8               | 1               | CS                 | 11                 | 1                  | -           | -           | -           | 70     | 10     |
| Totale Atl. Goianiense | Totale Atl. Goianiense  | Totale Atl. Goianiense | 35+93      | 5+7        |                 | 18              | 2               |                    | 17                 | 1                  |             | -           | -           | 163    | 15     |
| 2023                   | Botafogo                | A/RJ+A                 | 12+36      | 0+1        | CB              | 6               | 0               | CS                 | 9                  | 1                  | -           | -           | -           | 63     | 2      |
| 2024                   | Botafogo                | A/RJ+A                 | 13+32      | 2+0        | CB              | 3               | 0               | CS                 | 16                 | 0                  | CInt        | 1           | 0           | 65     | 2      |
| 2025                   | Botafogo                | A/RJ+A                 | 4+9        | 0          | CB              | 0               | 0               | CL                 | 6                  | 0                  | SB+RS       | 1+2         | 0           | 22     | 0      |
| Totale Botafogo        | Totale Botafogo         | Totale Botafogo        | 29+77      | 2+1        |                 | 9               | 0               |                    | 31                 | 1                  |             | 4           | 0           | 150    | 4      |
| Totale carriera        | Totale carriera         | Totale carriera        | 369        | 30         |                 | 30              | 2               |                    | 51                 | 3                  |             | 5           | 0           | 455    | 35     |

## Palmarès

### Club

#### Competizioni statali
- Taça Guanabara: 1

Fluminense: 2017
- Campionato Goiano: 2

Atl. Goianiense: 2020, 2022

#### Competizioni nazionali
- Campionato brasiliano: 1

Botafogo: 2024

#### Competizioni internazionali
- Coppa Libertadores: 1

Botafogo: 2024